# Parkeisenbahn in den kaiserlichen Gärten von Peking
| Salon- und Personenwagen der Parkeisenbahn |                     |                                                |                                  |
| Ehemaliger Streckenverlauf auf einer Karte von 2022 |                     |                                                |                                  |
| Streckenlänge: | 2,3 km              |                                                |                                  |
| Spurweite: | 800 mm (Schmalspur) |                                                |                                  |
| |                     |                                                |                                  |
| \| \| 0 \| Jingqingzai station 靜清齋火車站 \| Jingqingzai station 靜清齋火車站 \| \| \| \| Xitian Fanjing siding 西天梵境側線 \| \| \| \| \| Zigunagge siding and depot 紫光―劉側線足艮車庫 \| \| \| \| 2,3 \| Yingxiuyuan station 瀛秀園火車站 \| Yingxiuyuan station 瀛秀園火車站 \| |                     |                                                |                                  |
| Kopfbahnhof Streckenanfang (Strecke außer Betrieb) | 0                   | Jingqingzai station 靜清齋火車站               | Jingqingzai station 靜清齋火車站 |
| |                     | Xitian Fanjing siding 西天梵境側線             |                                  |
| |                     | Zigunagge siding and depot 紫光―劉側線足艮車庫 |                                  |
| Kopfbahnhof Streckenende (Strecke außer Betrieb) | 2,3                 | Yingxiuyuan station 瀛秀園火車站               | Yingxiuyuan station 瀛秀園火車站 |

Die Parkeisenbahn in den Kaiserlichen Gärten von Peking, auch bekannt als Violet Light Tower Railway (紫光舛鐵y各, Ziguangge-Bahn), West Park Railway (西苑縱y各, Xiyuan-Bahn) oder Winter Palace Railway, war eine 1888 errichtete, 2,3 Kilometer lange Schmalspurbahn im Beihai-Park und am Zhongnanhai westlich der Verbotenen Stadt in Peking mit der ungewöhnlichen Spurweite von 800 mm.

## Geschichte
Am 29. Juni 1888 berichtete die chinesische Zeitung Shih Pao (時報 / 时报,  Shíbào – „wörtlich Die Zeit“), dass  am Wan Shan Shau (萬壽山 / 万寿山,  Wànshòu Shān, englisch Longevity Hill) eine drei chinesische Meilen (1,75 km) lange Schmalspurbahn verlegt werden solle, sowie eine mehrere Meilen lange Verbindungsstrecke zum Hsu Hai Tien (后海,  hòuhǎi, englisch Houhai Lake). Die Gleise sollten im Juli 1888 in Peking eintreffen, ein Jahr bevor die Decauville-Bahn der Pariser Weltausstellung am neu errichteten Eiffelturm betrieben wurde.
Am 26. Oktober 1888 berichtete ein Zeitungsartikel unter der Schlagzeile Des Kaisers Spielzeug-Eisenbahn, dass das Frachtschiff Toonan am 20. Oktober 1888 die in Frankreich vorgefertigten Teile für die Parkeisenbahn in Tianjin angeliefert habe. Dort hatte der französische Ingenieur Gaston Galy am 21. November 1886 vor politischen Würdenträgern die erste Decauville-Bahn Chinas auf der temporär verlegten Strecke Tianjin–Jinnan erfolgreich vorgeführt. Ähnliche Vorführungen hatten bereits zuvor mit seiner Unterstützung durch die in England ansässige Handelsvertretung Jardine/Matheson, mit der Decauville 1984 einen auf zehn Jahre befristeten Exklusivvertrag für den Vertrieb des Decauville-Systems in China geschlossen hatte, in Hongkong und in Kanton (1886) stattgefunden.
Der französische Ingenieur Gaston Galy errichtete die Bahn am Shan-Shau-See im Rahmen der Mission de l’industrie française en China mit von Forges de Saint-Nazaire gelieferten Schienen. Nach anderen Angaben handelte es sich um fliegendes Gleis der Firma Decauville. Der Vertrag dafür war wohl von Li Hongzhang, dem Vizekönig von Zhili, an ein ausländisches Unternehmen vergeben worden. Sie soll unbestätigten Angaben zufolge sieben chinesische Meilen (4 km) lang gewesen sein.
Die Bahn hatte einen Wert von 12.950 Silber-Taels (72.520 Franc) und wurde zu einem Preis von 10.000 Silber-Taels weit unter dem marktüblichen Wert verkauft.

## Schienenfahrzeuge
Die für den landwirtschaftlichen Einsatz in den Kolonien entwickelte Lokomotive stammte von der Pariser Firma J. F. Cail & Cie, die Wagen wurden von der Firma Chantiers de la Buire aus Lyon bereitgestellt. Nach anderen Quellen stammten die Schienenfahrzeuge aus Deutschland. Da die Kaiserinmutter besorgt war, dass die Pfeife der Dampflok den Feng Shui des Alten Palastes aus dem geomantischen Gleichgewicht bringen könne, mussten Eunuchen die Loren als handbetriebene Bahn durch den Park schieben.

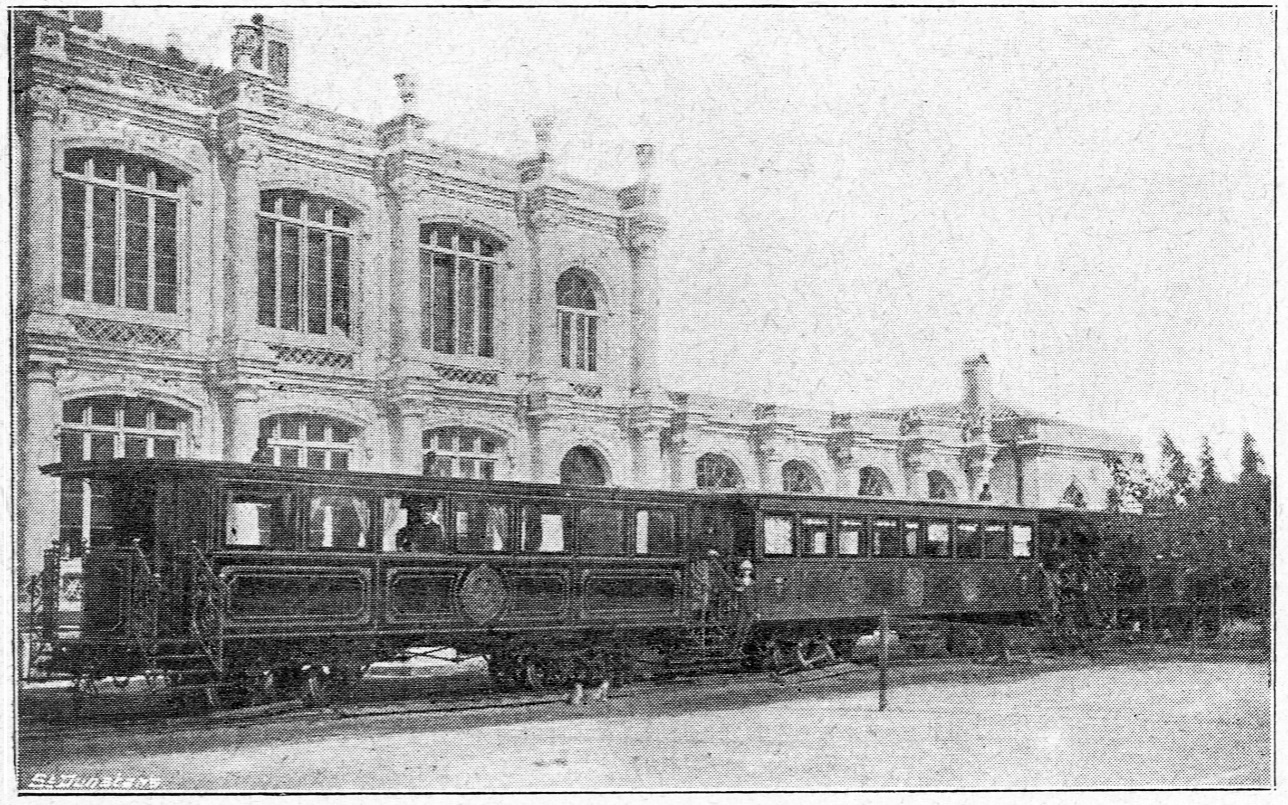
Die Wagen für den König und seinen Hofstaat
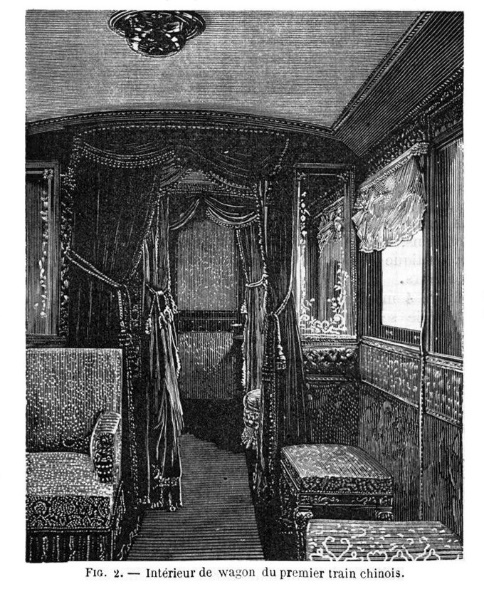
Das Wageninnere
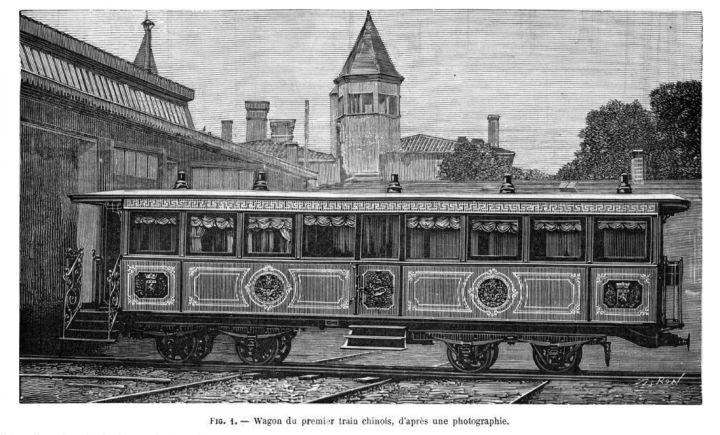
Königlicher Salonwagen beim Hersteller in Lyon